# Mikrogeophagus
Mikrogeophagus är ett släkte av ciklider. Släktet omfattar arterna fjärilsciklid (Mikrogeophagus ramirezi) och boliviansk fjärilsciklid (Mikrogeophagus altispinosus).